# تهاجم به پالمیرا (مارس ۲۰۱۶)
تهاجم به پالمیرا یک عملیات نظامی بود که در مارس ۲۰۱۶ توسط ارتش عربی سوریه در تلاش برای پس گرفتن شهر تدمر سوریه (در نزدیکی خرابه‌های شهر باستانی پالمیرا) از داعش آغاز شد. این شهر به دلیل موقعیتش در مرکز سوریه برای هر دو سو از نظر استراتژیک مهم بود.
در سپیده دم ۲۷ مارس، شهر به طور کامل با سقوط دفاع دولت اسلامی به دست ارتش عربی سوریه تسخیر شد. جنگ پراکنده در حاشیه‌های شرقی پالمیرا بین نیروهای دولتی و جنگندگان دولت اسلامی که از عقب‌نشینی سرباز می‌زدند ادامه داشت، و متمرکز در زندان و پایگاه هوایی بود. به هر روی، بیشتر نیروهای دولت اسلامی به سوی شرق عقب‌نشینی کردند. در ادامه در همان روز زندان به دست نیروهای دولتی افتاد و نیروهای دولت اسلامی تا پای جان جنگیدند.